# Wanaprastha
Wanaprastha (dewanagari: वनप्रस्थ, sanskryt wana „las”, pras bądź prus „zamieszkanie”) – w społeczeństwie hinduistycznym trzeci i przedostatni z czterech etapów (ćaturaśrama) życia człowieka, odnoszący się do osoby, która porzuciła życie rodzinne poświęcając się religijności (np. pielgrzymkom).
Dotyczy osób między 50–60 a 70–80 rokiem życia, które zakończyły etap gryhastha (a wcześniej brahmaćarja). Tradycja hinduistyczna (Manusmryti) zakłada, że długość życia człowieka wynosi 100 lat. Każdemu z czterech etapów życia teoretycznie (w doskonałym modelu) przypada równa liczba lat. W czasie przypadającym na etap wanaprastha, człowiek odrzuca dobra materialne i związki rodzinne, a stara się pogłębić życie duchowe. Może przejawiać się to udaniem się w miejsce odosobnienia (np. do pustelni w lesie) lub odwiedzaniem kolejnych miejsc uznanych za święte. Posiadane dobra ogranicza jedynie do tych niezbędnych do życia.